# Turistická značená trasa 4225
 Turistická značená trasa 4225 je 7 km dlouhá téměř okružní zeleně značená trasa Klubu českých turistů v okrese Náchod obsluhující turistickou oblast jižně od Náchoda.

## Průběh trasy
Turistická trasa má svůj počátek v Náchodě u vlakového a autobusového nádraží na rozcestí se zde průchozí červeně značenou Jiráskovou cestou a zde výchozí stejně značenou trasou 0411 do Červeného Kostelce. Končí zde též modře značená trasa 1841 ze Starého Města nad Metují, na kterou navazuje stejně značená trasa 1842 do osady Dlouhé. Výchozí je zde rovněž žlutě značená trasa 7254 do Nového Města nad Metují.
Zpočátku vede trasa městskými ulicemi jižním směrem k pivovaru v souběhu s Jiráskovou cestou a trasami 1842 a 7254. Od pivovaru již pokračuje samostatně. Na místní nemocnicí se nachází rozcestí se zde výchozí modře značenou trasou 1843 do Sendraže. Trasa 4225 odtud stoupá jihovýchodním směrem kolem lokality Na Vyhlídce a poté po lesní cestě k Jiráskově chatě. Zde se trasa opět kříží s Jiráskovou cestou a vstupuje do souběhu opět s trasou 1842 a žlutě značenou trasou 7260 do Nového Hrádku, který končí na severním okraji Dobrošova v blízkosti místní pevnosti. Již samostatně pokračuje trasa 4225 severním směrem po místní komunikaci do osady Polsko a poté sestupuje po cestě střídavě lesem a loukami podél linie těžkého opevnění k zatopenému lomu východně od Bělovsi. Odtud vede po obslužné komunikaci západním směrem souběžně se žlutě značenou trasou 7278 přicházející od státní hranice s Polskem. Souběh končí u zdejších lázní, trasa 7278 pokračuje do centra Bělovsi, trasa 4225 na okraj lesa Montace na rozcestí opět s modře značenou trasou 1842, kde končí. Po modré trase se lze vrátit do výchozího bodu.

## Historie
V rámci rozvoje pevnostních muzeí podél trasy došlo k jejímu částečnému přetrasování...
- kolem pěchotního srubu N-S 81 Lom. Původní vedení bylo o něco východněji po hlavní cestě.
- kolem zatopeného lomu. Původně trasa pod pěchotním srubem N-S 82 Březinka sestupovala loukami nejprve k jihozápadu a poté k severozápadu přímo k běloveským lázním.[3]

## Turistické zajímavosti na trase
- Vyhlídkové místo v lokalitě Na Vyhlídce
- Jiráskova chata s rozhlednou
- Kříž u Jiráskovy chaty
- Památník padlým vojínům z Jiráskova kraje u Jiráskovy chaty
- Dělostřelecká tvrz Dobrošov
- Přírodní památka Březinka
- Pěchotní srub N-S 81 Lom
- Pěchotní srub N-S 82 Březinka
- Vyhlídkové místo pod pěchotním srubem Březinka
- Pěchotní srub N-S 83 Lázně
- Lázně Běloves